# Passins
Passins ist eine Ortschaft und eine Commune déléguée in der französischen Gemeinde Arandon-Passins mit 1.171 Einwohnern (Stand: 1. Januar 2022) im Département Isère in der Region Auvergne-Rhône-Alpes.
Mit Wirkung vom 1. Januar 2017 wurden die ehemaligen Gemeinden Arandon und Passins zur Commune nouvelle Arandon-Passins zusammengelegt. Die Gemeinde Passins war Teil des Arrondissements La Tour-du-Pin und des Kantons Morestel.

## Geografie
Passins liegt etwa 47 Kilometer ostsüdöstlich von Lyon. Umgeben wurde die Gemeinde Passins von den Nachbarorten Arandon im Norden, Morestel im Osten, Sermérieu im Süden, Soleymieu im Westen sowie Courtenay im Nordwesten.
Östlich des Ortes liegt der Flugplatz Morestel.

## Bevölkerungsentwicklung
| 1962                       | 1968 | 1975 | 1982 | 1990 | 1999 | 2006 | 2017 |
| -------------------------- | ---- | ---- | ---- | ---- | ---- | ---- | ---- |
| 478                        | 443  | 437  | 569  | 608  | 696  | 908  | 1171 |
| Quellen: Cassini und INSEE |      |      |      |      |      |      |      |

## Sehenswürdigkeiten
- Kirche Saint-André
- Schloss Montolivet
- gallorömische Villa, seit 1985 Monument historique

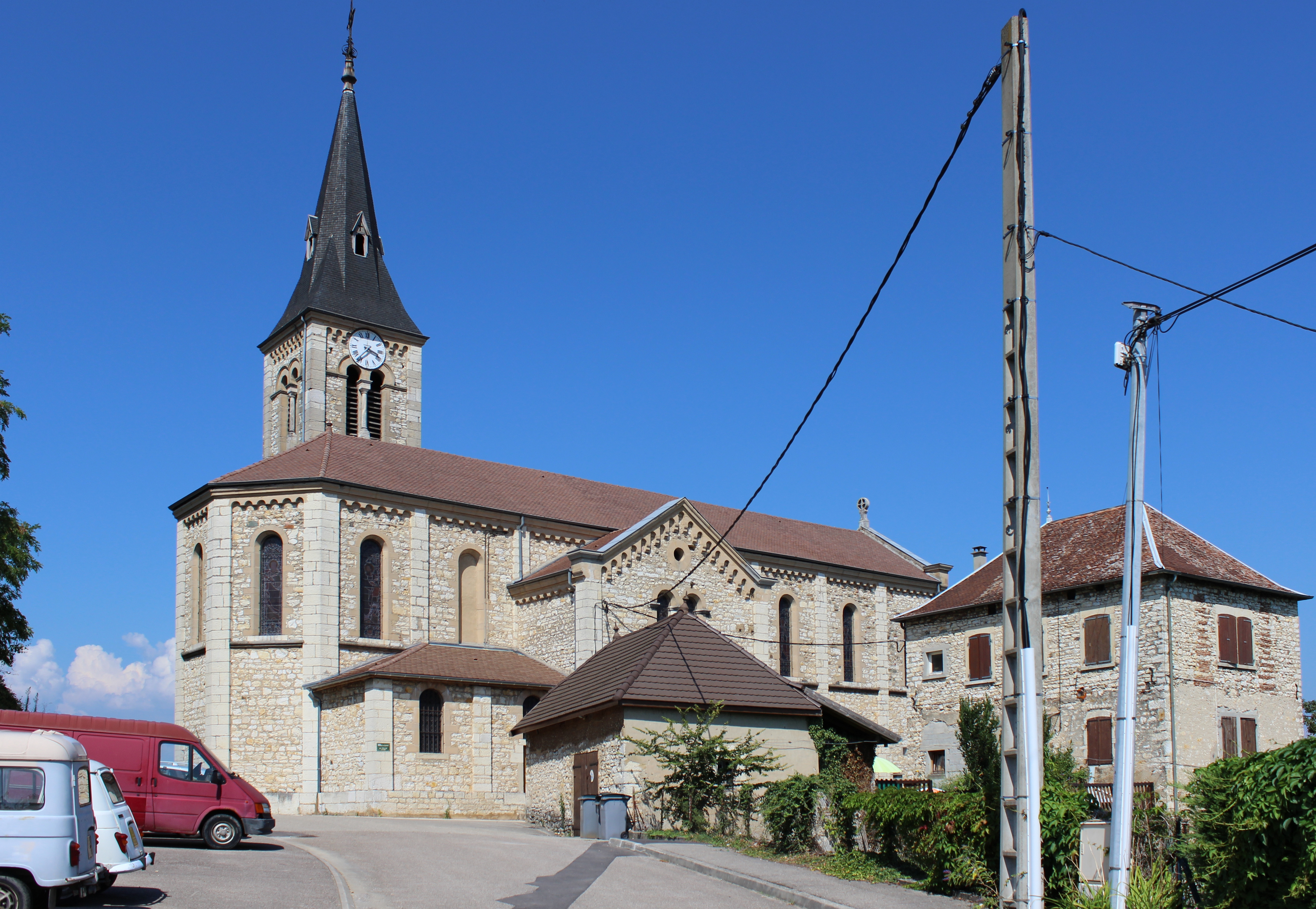
Kirche Saint-André
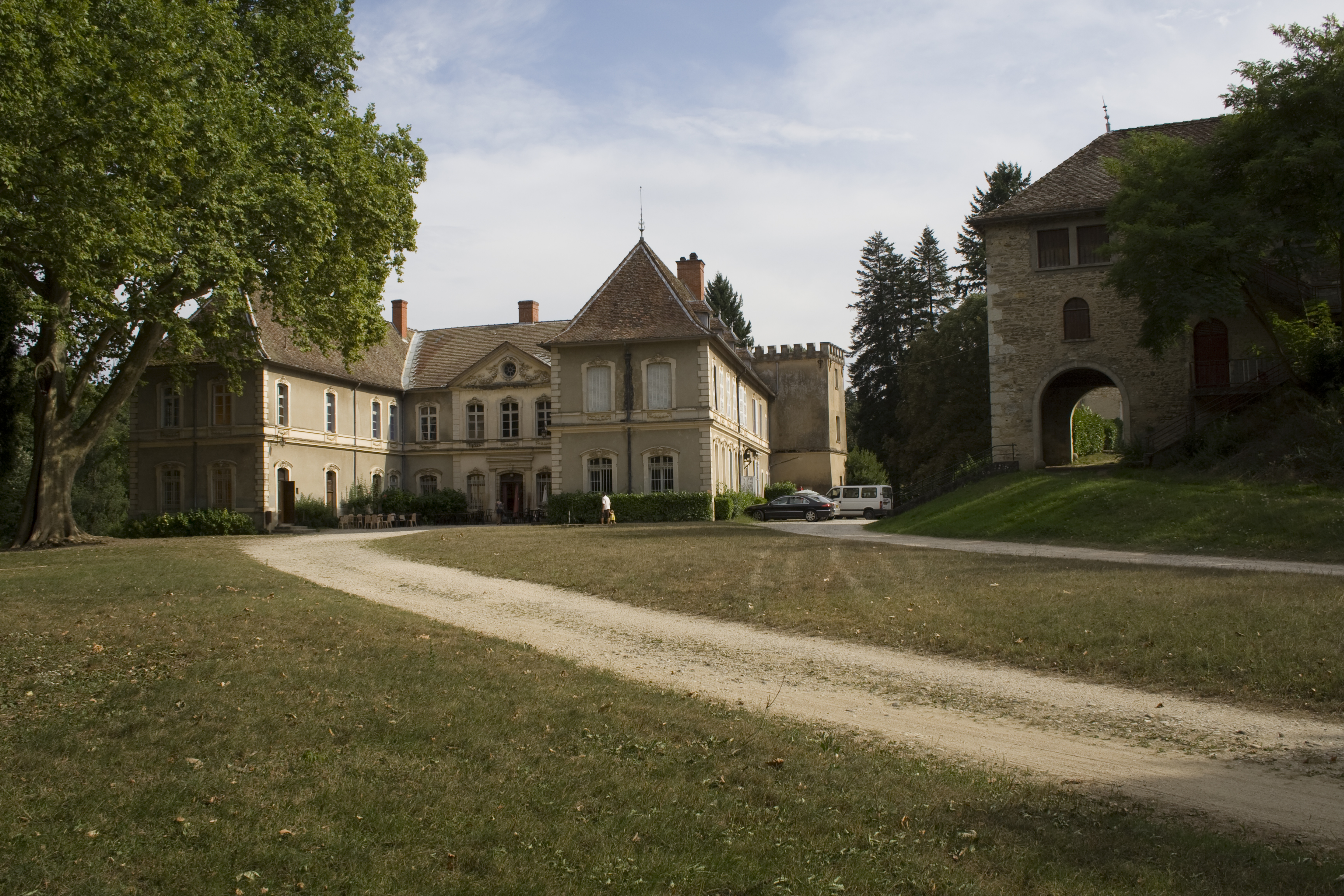
Schloss Montolivet

## Persönlichkeiten
- Jean Pernet (Rosenzüchter) (1832–1896), französischer Rosenzüchter